# Puntas de Valdez
Puntas de Valdez es una localidad uruguaya del departamento de San José. 

## Ubicación
La localidad se encuentra localizada al sur del departamento de San José, próximo a las nacientes del arroyo Valdez y sobre la ruta 1 en su km 61. La ciudad más próxima es Libertad (9 km al este), mientras que la capital departamental San José de Mayo, se ubica 30 km al norte.

## Historia
Su historia comienza en las primeras décadas del siglo XX, cuando aún no existía la ruta 1, y el llamado Camino de las Tropas era la principal vía de tránsito. Próximo a éste se asentaban algunos comerciantes y artesanos. En el año 1923 ya funcionaba la escuela Nº 26, que actualmente es la escuela urbana de la localidad.
En 1937 fue inaugurada la ruta 1, con lo que algunos pobladores de la zona se trasladaron desde el Camino de las Tropas a las proximidades de la nueva carretera. En ese mismo año se inauguraron dos importantes instituciones locales, la Sociedad de Fomento Rural y el Club Atlético Independiente. La creciente circulación por la nueva carretera llevó al crecimiento de la pequeña localidad.
El 14 de noviembre de 1974, a pedido de los pobladores, la junta local y la intendencia del departamento, la localidad fue elevada a la categoría de pueblo y denominada Punta de Valdez por ley 14.296, tomando su nombre del cercano arroyo Valdez. Antiguamente denominada Pueblo Benzano.
El posterior desvío de la ruta 1 a su actual trazado, que bordea por el sur a la localidad, llevó al estancamiento de la actividad comercial de la zona. a sus habitantes se los denominan Valdezinos

## Población
Según el censo del año 2011 la localidad contaba con una población de 1491 habitantes.
| 465           | 591 | 162 | 1036 | 1267 | 1491 |
| (Fuente: INE) |     |     |      |      |      |